# Sverd i fjell

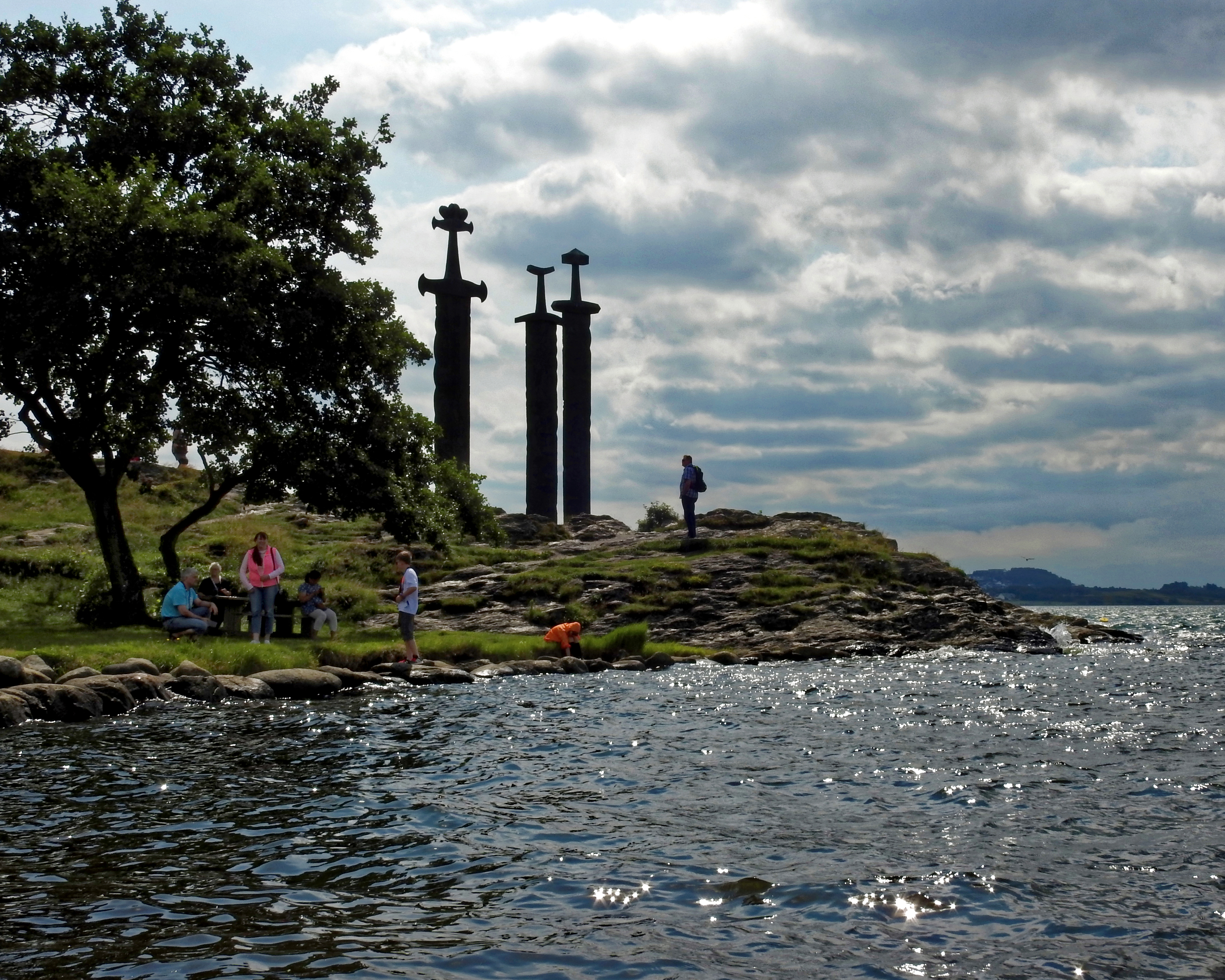
Sverd i fjell i juli 2016

Sverd i fjell är en norsk skulptur vid Hafrsfjorden i Stavangers kommun. Det är ett minnesmärke till minne av slaget i Hafrsfjorden 872 då Harald Hårfager enligt sägnen enade Norge till ett rike. Det är skapat av skulptören Fritz Røed och avtäcktes av kung Olav V 1983. Det föreställer tre 9,2 meter höga svärd, som är nedstuckna i berghällen. Det största av de tre svärden symboliserar den segrande kungen Harald Hårfager, medan de två andra symboliserar de förlorande småkungarna.
Sverd i fjell är också ett fredsmonument, då svärden är nedstuckna i berget för att aldrig mer kunna användas.